# 염포동
염포동(鹽浦洞)은 울산광역시 북구의 법정동 및 행정동이다. 북쪽으로는 심청골을 사이에 두고 양정동과 접하고 동쪽은 염포산과 당고개를 경계로 동남쪽은 정자지골, 지개골을 경계로 동구와 접하고 서쪽으로는 염포만을 경계로 남구와 접하고 있으며, 울산만을 끼고 있는 임해공업지역으로 현대자동차, 현대모비스, 현대하이스코 등 3개 업체가 있다.

## 역사
염포동은 1426년 조선 세종 8년 삼포 개항지의 하나로, 1780년 정조 4년에는 동면 염포리였다. 1894년 고종 31년에 염포동, 신전동이라 불리었다. 1911년 염포동과 심청동이 되었고, 1914년 4월 1일 염포리로 통합되었고, 1936년 7월 1일 방어진읍 염포리가 되었다.
1962년 6월 1일 울산시에 편입되어 방어진출장소 관할(염포리)이 되었다. 1972년 10월 1일 울산시 31개 행정동 개편에 따라 염포동과 양정동을 합쳐 염포동을 설치하였고, 1983년 5월 1일 염포2동을 염포동으로 명칭을 변경하였다.
1985년 7월 15일 울산시 구제 실시에 따라 중구 염포동이 되고, 1997년 7월 15일 울산광역시 설치에 따라 동구(자치구) 염포동이 되었다가, 1998년 3월 1일 북구에 편입되었다. 서북에 하얀 평야가 있을 뿐 갯가나 염포산이 대부분을 차지하며, 서쪽으로는 울산만에 접하고 있다. 울산공업단지에 들어가서 방어진과 구시가지를 잇는 염포로와 아산로가 동서로 관통한다. 염포초등학교, 현대모비스ㆍ현대하이스코 등의 기업체가 있다.

## 연혁
- 1962년 6월 1일: 울산시 승격에 따라 울산군 하상면에서 양정동으로 변경[5]
- 1972년 10월 1일: 울산시 31개 행정동 개편에 따라 염포동 설치
- 1985년 7월 15일: 울산시 구제 실시에 따라 중구 염포동으로 변경[6]
- 1997년 7월 15일: 울산광역시 승격에 따라 울산광역시 동구 염포동으로 변경[7]
- 1998년 3월 1일: : 동구 염포동에서 북구 염포동으로 변경[8]

## 법정동
- 염포동

## 교육
- 염포초등학교